# Vattenfall Cyclassics 2009
14. edycja wyścigu kolarskiego Vattenfall Cyclassics odbyła się jak zwykle w Hamburgu, 16 sierpnia 2009. Wyścig wygrał Amerykanin Tyler Farrar pokonując na finiszu Duńczyka Matti Breschela i Geralda Ciolka z Niemiec. Jedyny startujący Polak - Maciej Bodnar z grupy Liquigas zajął 64. miejsce.
Wyścig zaliczany jest do klasyfikacji UCI ProTour 2009.

## Wyniki

### Hamburg-Hamburg, 216,4 km
| [ 1 ] | Imię i nazwisko                | Drużyna           | Czas       |
| ----- | ------------------------------ | ----------------- | ---------- |
| 1     | Tyler Farrar Stany Zjednoczone | Garmin-Slipstream | 5h 30' 38" |
| 2     | Matti Breschel Dania           | Team Saxo Bank    | + 0"       |
| 3     | Gerald Ciolek Niemcy           | Team Milram       | + 0"       |
| 4     | Allan Davis Australia          | Quick Step        | + 0"       |
| 5     | Koldo Fernández Hiszpania      | Euskaltel-Euskadi | + 0"       |
| 6     | Davide Viganò Włochy           | Fuji-Servetto     | + 0"       |
| 7     | Daniele Bennati Włochy         | Liquigas          | + 0"       |
| 8     | Fabio Sabatini Włochy          | Liquigas          | + 0"       |
| 9     | Marco Bandiera Włochy          | Lampre            | + 0"       |
| 10    | Jacopo Guarnieri Włochy        | Liquigas          | + 0"       |